# Utlandsentreprenad
Utlandsentreprenad (engelska: offshore outsourcing) kallas det när ett företag förlägger produktionen av varor eller tjänster till en annan part i ett annat land.
Bland de vanligaste destinationsländerna för utlandsentreprenad finns Kina och Indien. I Indiens fall ligger en stor del av förklaringen i en snabb utveckling av IT- och telekomsektorn tillsammans med en stor engelskspråkig arbetskraft. Syftet med utlandsentreprenad är att sänka kostnaderna för det företag som flyttar över verksamhet till ett annat land.
Enligt ekonomisk handelsteori och det så kallade Heckscher-Ohlin-teoremet kommer länder att exportera varor som produceras med hjälp av produktionsfaktorer som de har relativt gott om. Indien och Kina har relativt gott om arbetskraft och med fallande transport- och kommunikationskostnader kan dessa länder exportera allt fler arbetsintensiva varor och tjänster, bland annat till Sverige.